# 심플론 고개
심플론 고개(프랑스어: Col du Simplon, 독일어: Simplonpass, 이탈리아어: Passo del Sempione)는 스위스 페나인 알프스와 레폰틴 알프스 사이의 해발 2,005m의 높은 산길이다. 발레주의 브리크와 이탈리아 피에몬테주 도모도솔라를 연결한다. 곤도와 같은 고개 부분과 양쪽의 마을은 스위스에 있다. 심플론 터널이 두 나라 사이의 철도 교통을 수송하기 위해 20세기 초에 고개 부근 아래에 건설되었다.
산간 평지 최저점과 스위스의 론강과 포강 유역 사이 유역의 최저점은 1,994m의 고도에서 심플론 고개 정착지에서 서쪽으로 약 500m 떨어진 습지대에 있다.
로텔제는 해발 2,028m의 고개 근방에 자리 잡은 호수이다.
고개에서 바로 오를 수 있는 여러 개의 높은 봉우리가 있다. 여기에는 바젠호른, 훕쉬호른, 브라이트호른 (심플론) 및 몬테 레오네가 포함된다.

## 역사

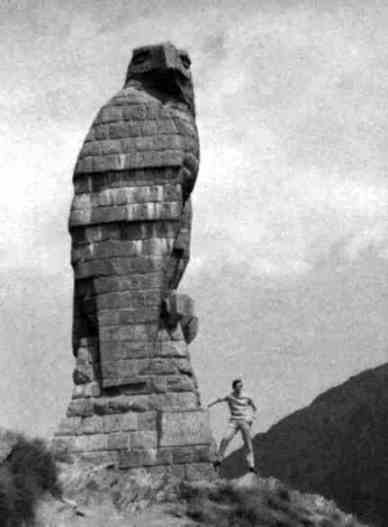
독수리상, 1970

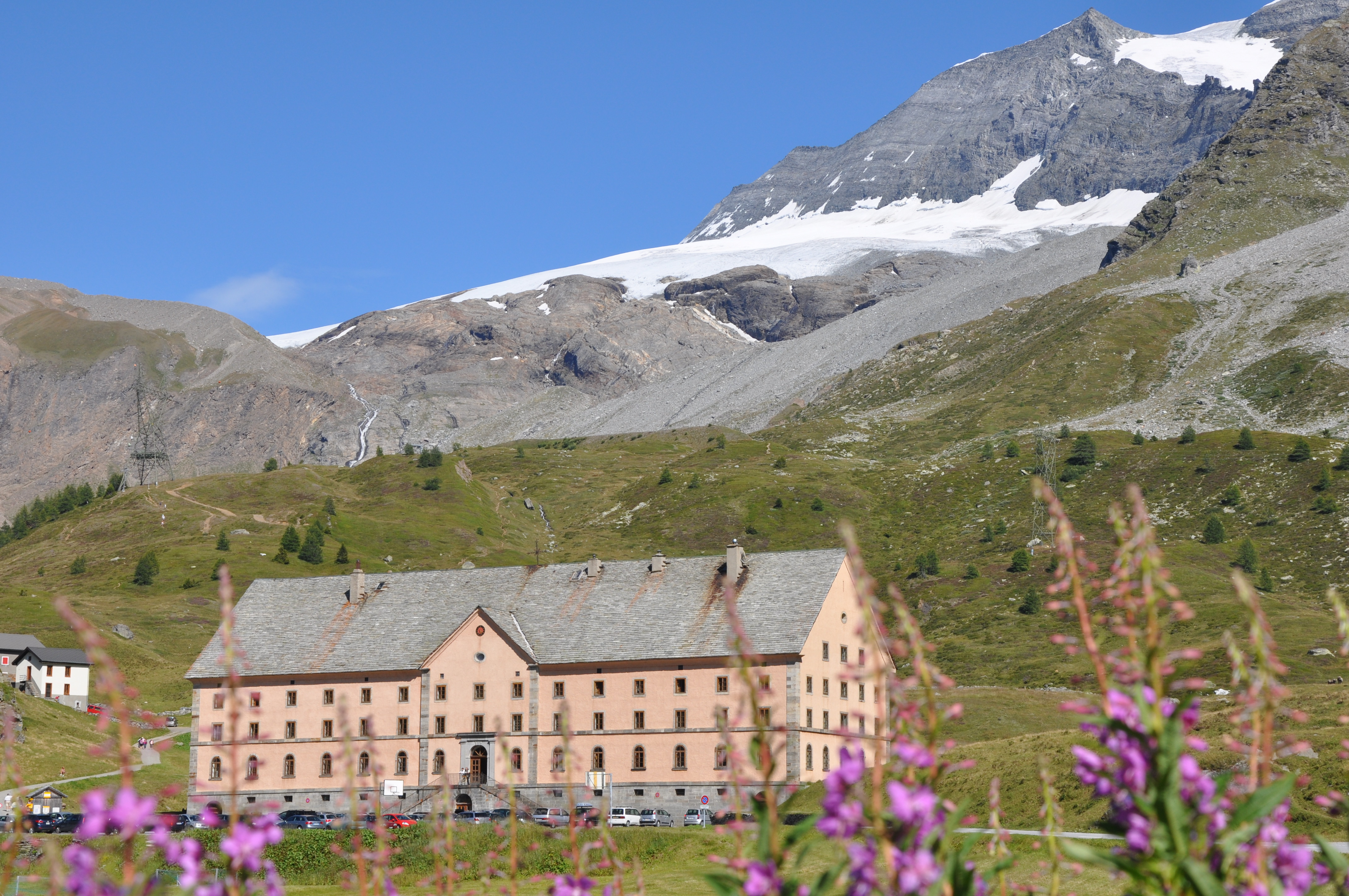
심플론 호스피스의 풍경, 그랑 생베르나르 교회 소유

이곳에는 수세기 동안 현지에서 산을 통과하는 통로가 있었지만, 이 통로는 나폴레옹 점령 기간 동안 국제적 중요성을 얻었다. 1801년과 1805년 사이에 론 계곡과 이탈리아 사이의 통로를 통해 포병을 수송하기 위해 황제 지시에 따라 엔지니어 니콜라스 세아르(Nicolas Céard)가 심플론 도로를 건설했다. 그 이후로 도로 차량에서 이 고개를 사용할 수 있게 되었다. 처음에는 우편 마차였고, 20세기 초 포스트버스로 대체되었다.
도로는 주기적으로 개선되었다. 1950년에 주 당국은 이 고도에 있는 대부분의 고산 고개처럼 10월과 4월 말 사이에 통행이 금지되지 않고, 연중 통행을 가능하도록 하는 계획을 세웠다. 개선 사항에는 더 많이 노출된 도로를 따라 여러 개의 긴 눈사태 대피소와 현지 승객이 사용하는 포스트버스보다 훨씬 더 큰 실물 크기의 관광 객차를 수용하기 위한 특정 도로 터널의 확장이 포함되었다. 1970년 10월에 기자단이 개선 사항을 점검하기 위해 초대되었다. 발레주의 브리크와 이탈리아 국경의 곤도 사이의 42.5km 중 37km에 필요한 개선 사항이 실현되었다고 발표되었다. 내용에는 이 프로젝트에 배정된 1억 8,000만 스위스 프랑 중 110만 프랑이 사용되었으며, 계획된 모든 개선 사항을 완료하는 데 5년이 더 필요하지만 심플론 고개는 이제 연중 안전하게 사용할 수 있다고 밝혔다. 이전의 심플론 데파르망 (스위스 발레주)은 고개의 이름을 따서 명명되었다.
심플론 고개에는 기차 운행을 위한 레일도 장착되어 있다. 20km 길이 심플론 터널은 1906년에 개통되었다. 역사적인 오리엔트 익스프레스는 20세기에 이스탄불과 파리를 오가는 승객을 실어 나르는 심플론 루트를 간헐적으로 사용했다.

## 기념물
제2차 세계 대전 중에 츠비슈베르겐에 본부를 둔 스위스군 제11 알프스 여단의 장교들은 여단의 상징인 독수리를 형상화한 석조 기념물의 건립을 제안했다. 베른 건축가 에르빈 페리드리히 바우만은 곤도의 오래된 요새 (고개 근처의 마을) 화강암 블록을 사용하여 약 9m 높이의 동상을 만드는 기념물을 설계했다. 기념비는 1944년 9월에 준공되었다.
2005년에는 “나폴레옹 길” 건설 200주년을 기념하는 기념비가 세워졌다.

## 갤러리

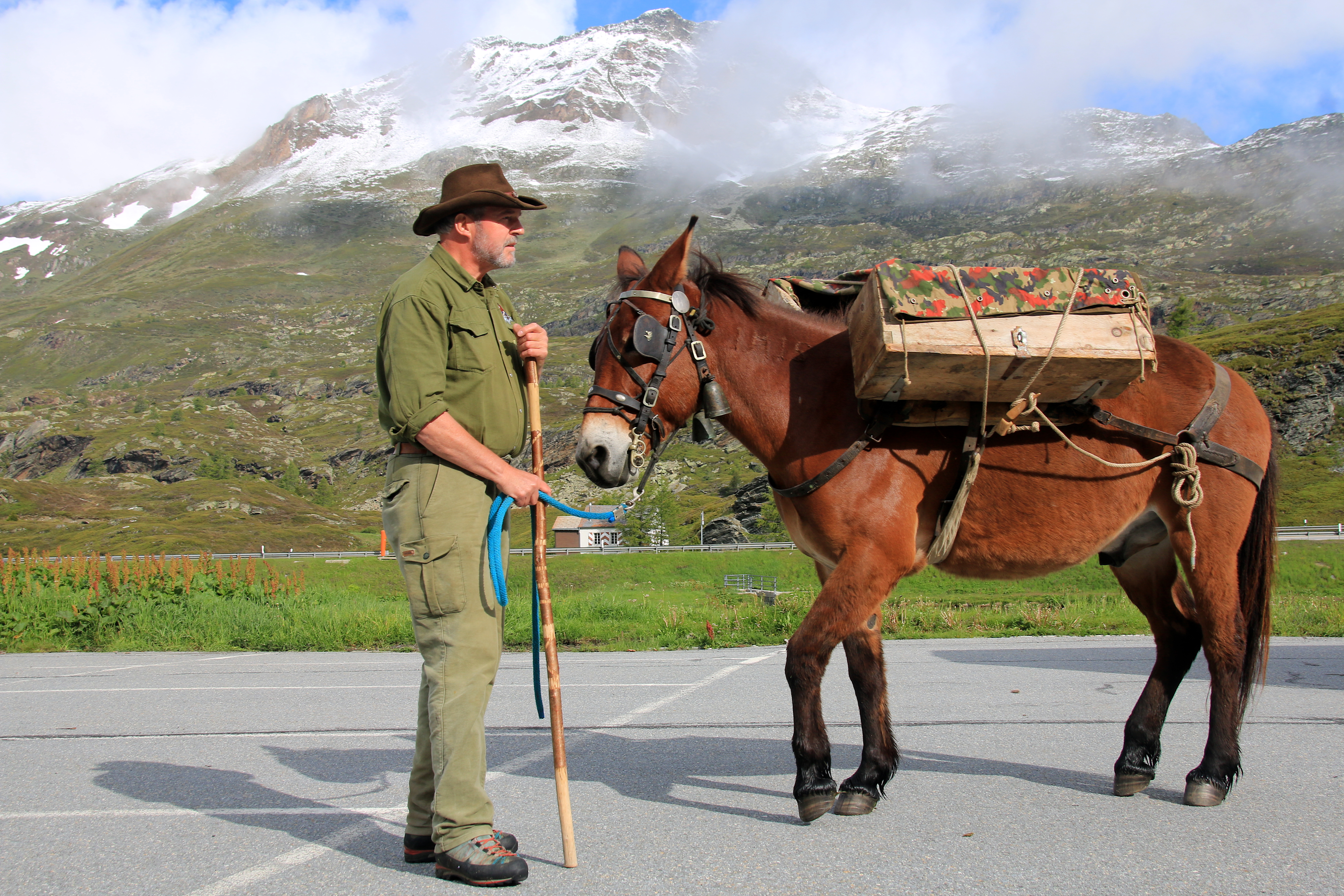
심플론 고개에서 본 당나귀, 2020
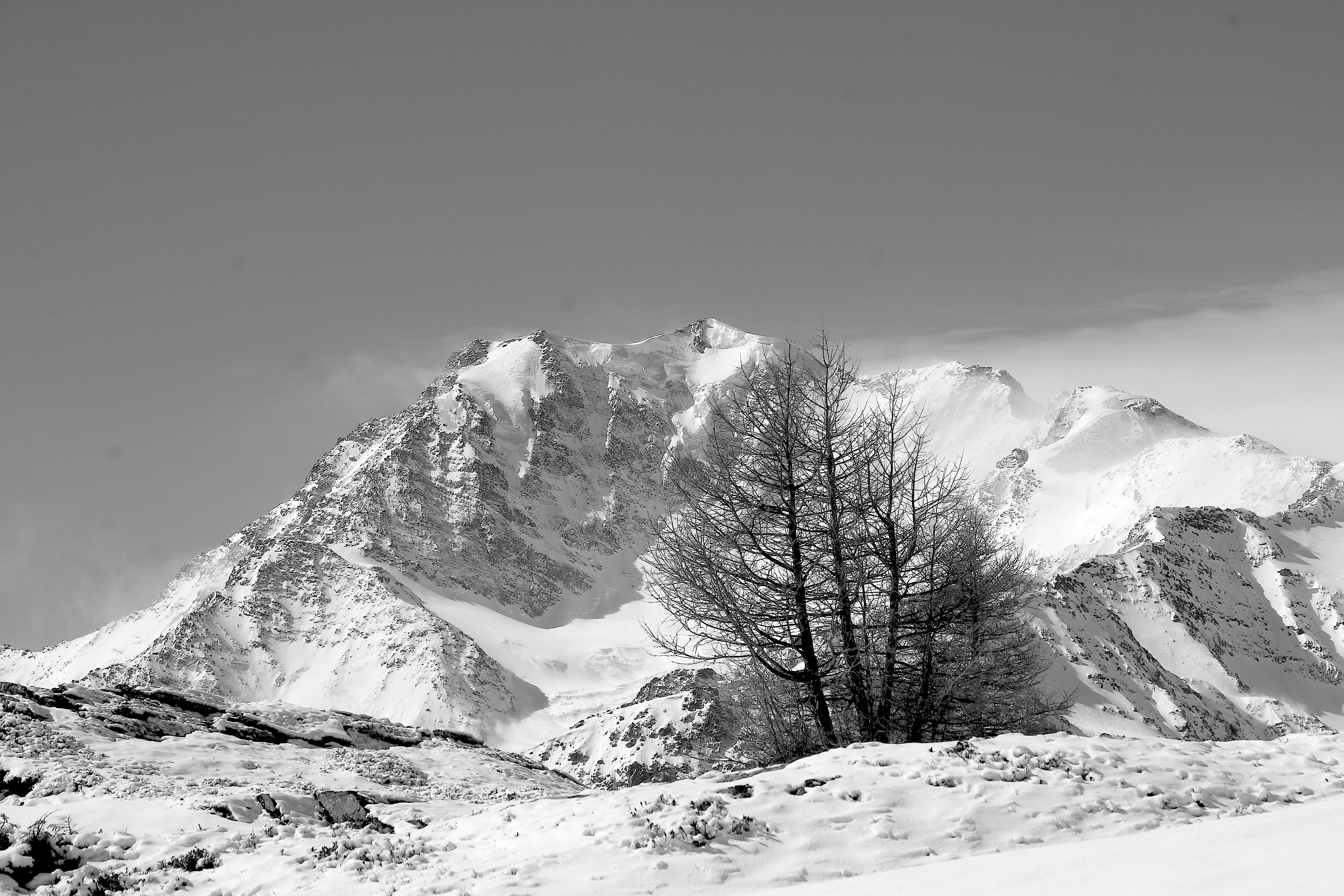
심플론 고개에서 본 플레취호른
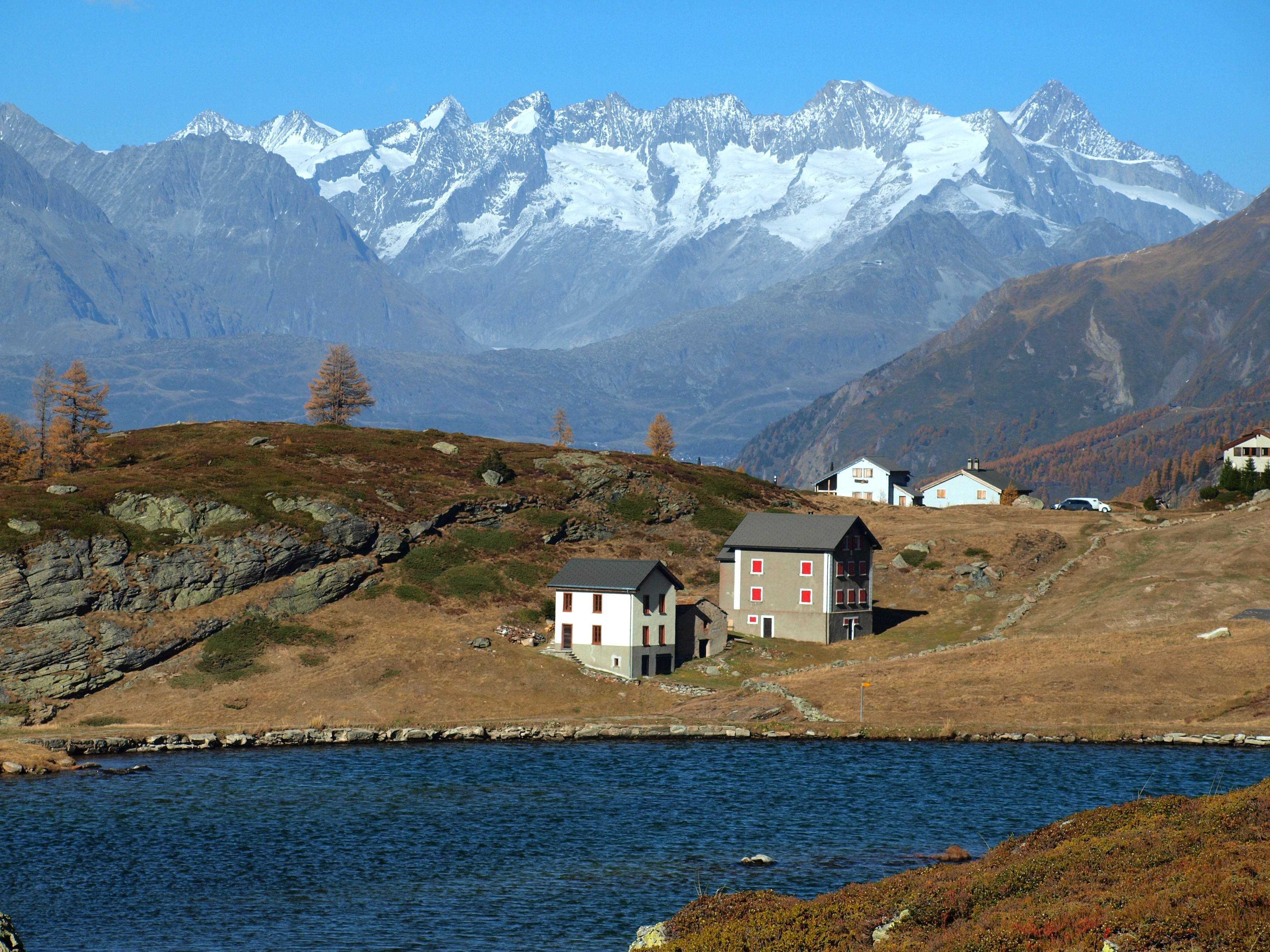
심플론 고개의 로텔제
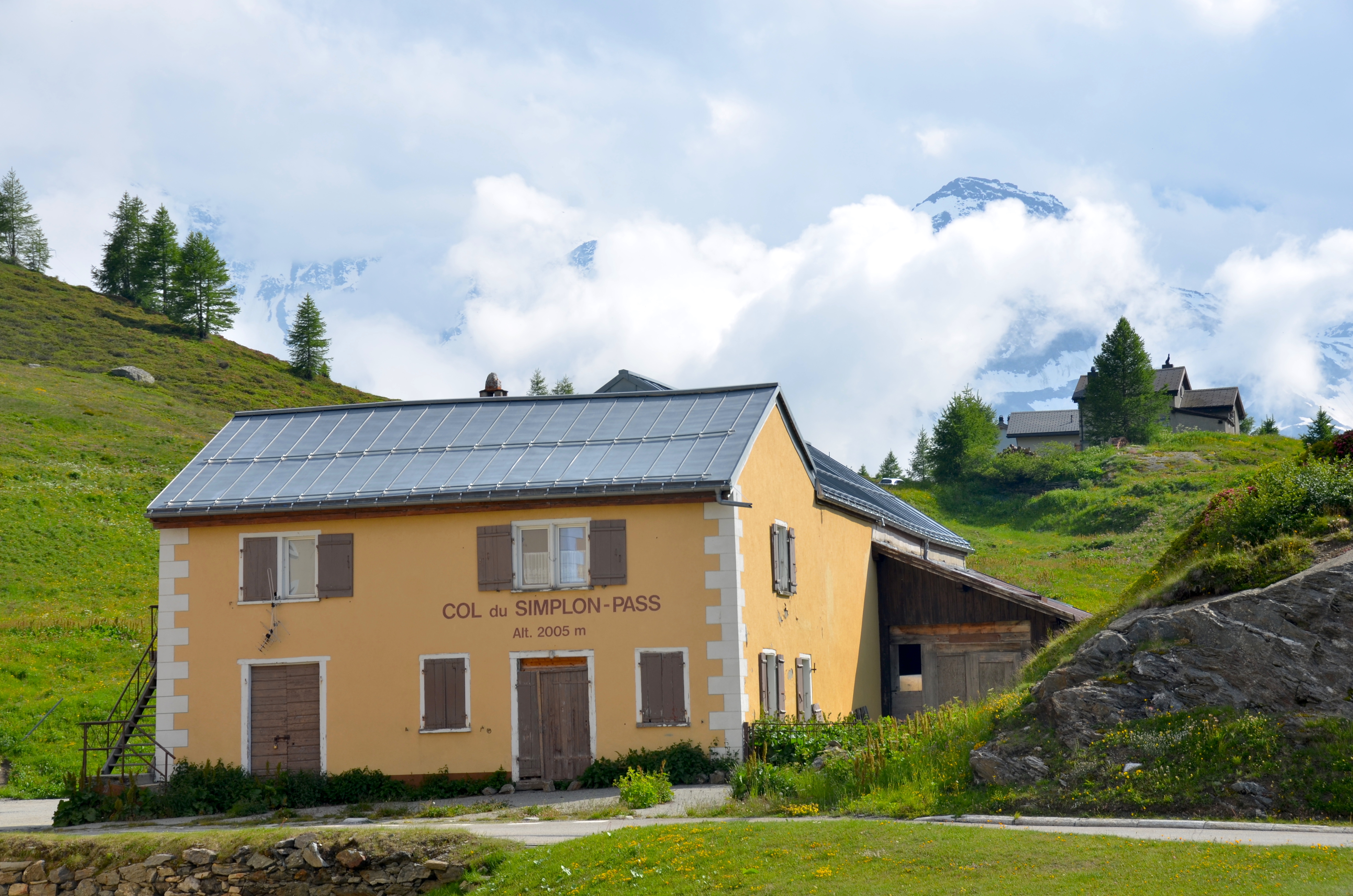
심플론 고개의 산간 저지대
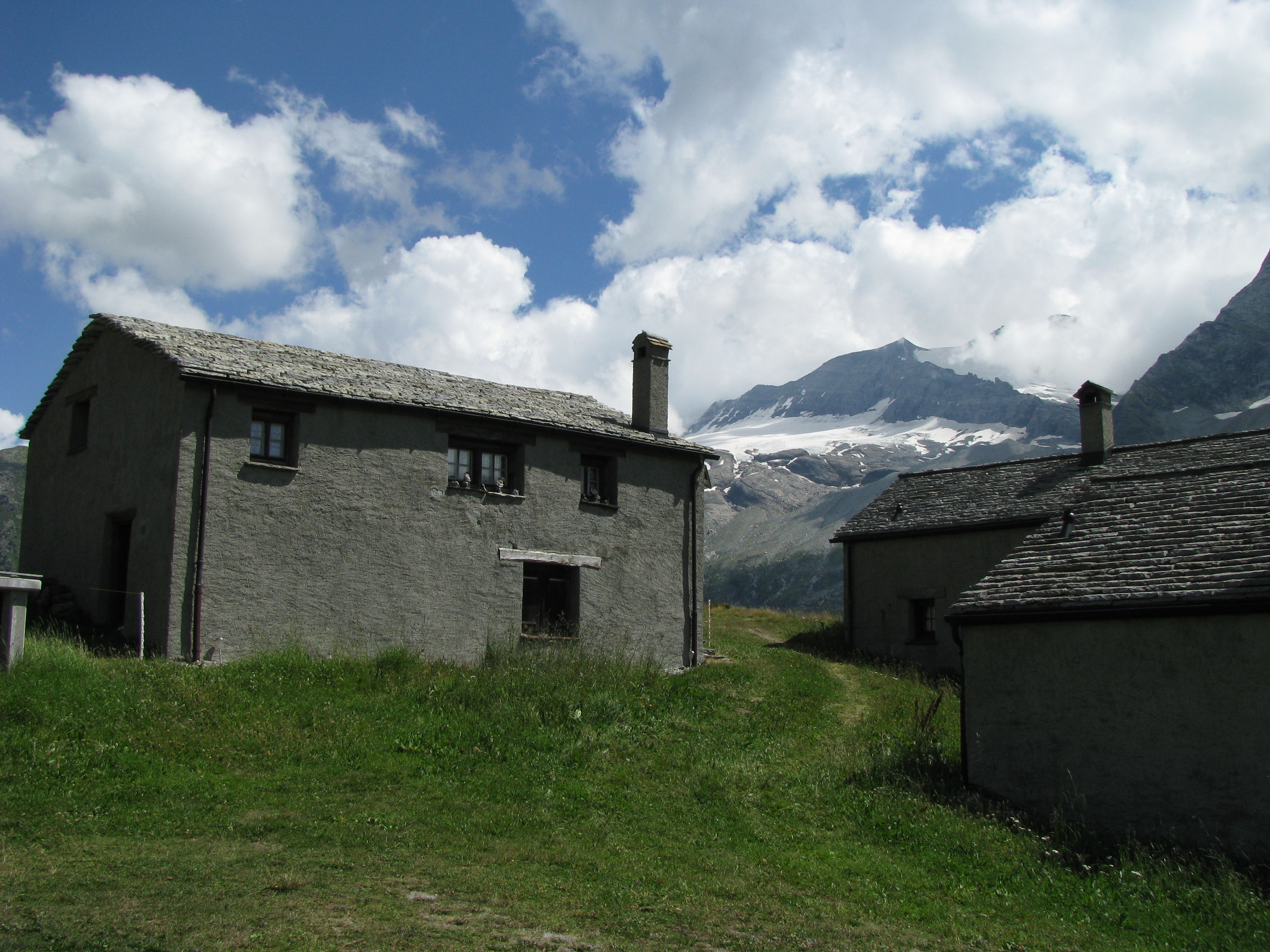
풍경